# Evenker

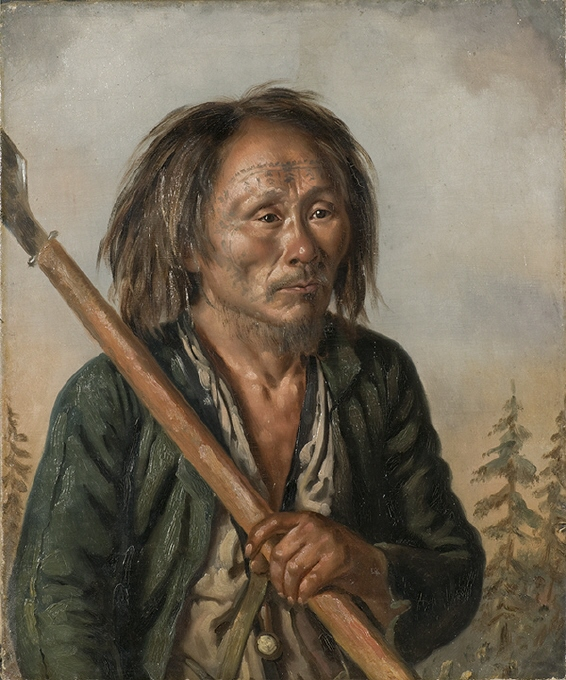
"Porträtt av en tungus" (1850) av den i Ryssland verksamme svenske konstnären Carl Peter Mazer.

Evenker är en ursprungsbefolkning i Sibirien. De benämndes tunguser av ryssarna, ett ord som egentligen kommer av jakutiskans tongus, "tatarer". Sedan 1931 används evenkernas egen benämning, even. Några lokala grupper benämner sig själva orochen, efter floden Oro (egentligen ”renskötare”), eller ile (”mänsklig varelse”), med flera.
Befolkningen uppgår till omkring 40 000 i Ryssland och 30 000 i Kina. Det finns också en liten evenkminoritet i Mongoliet, där de kallas Khamnigan.
I Kina är evenkerna (鄂温克, èwēnkè) en av de 56 officiellt erkända nationaliteterna.

## Socialt
Språket evenki ingår i den tungusiska språkgruppen och evenkerna var före 1930-talet nomadiserande i små familje- och släktgrupper. Sovjetstaten tvångskollektiviserade och förflyttade därefter evenkerna till att bli fastboende i större grupper och byar i tajgan mellan Jenisej och Ochotska havet i östra Sibirien. Dessförinnan hade de inga permanenta vinterbostäder utan valde en lämplig plats för övervintring där familjen kunde bo medan mannen var på jakt. Bostäderna var då enkla kåtor (tjum), täckta med skinn- eller näverdukar och lätta att flytta. 

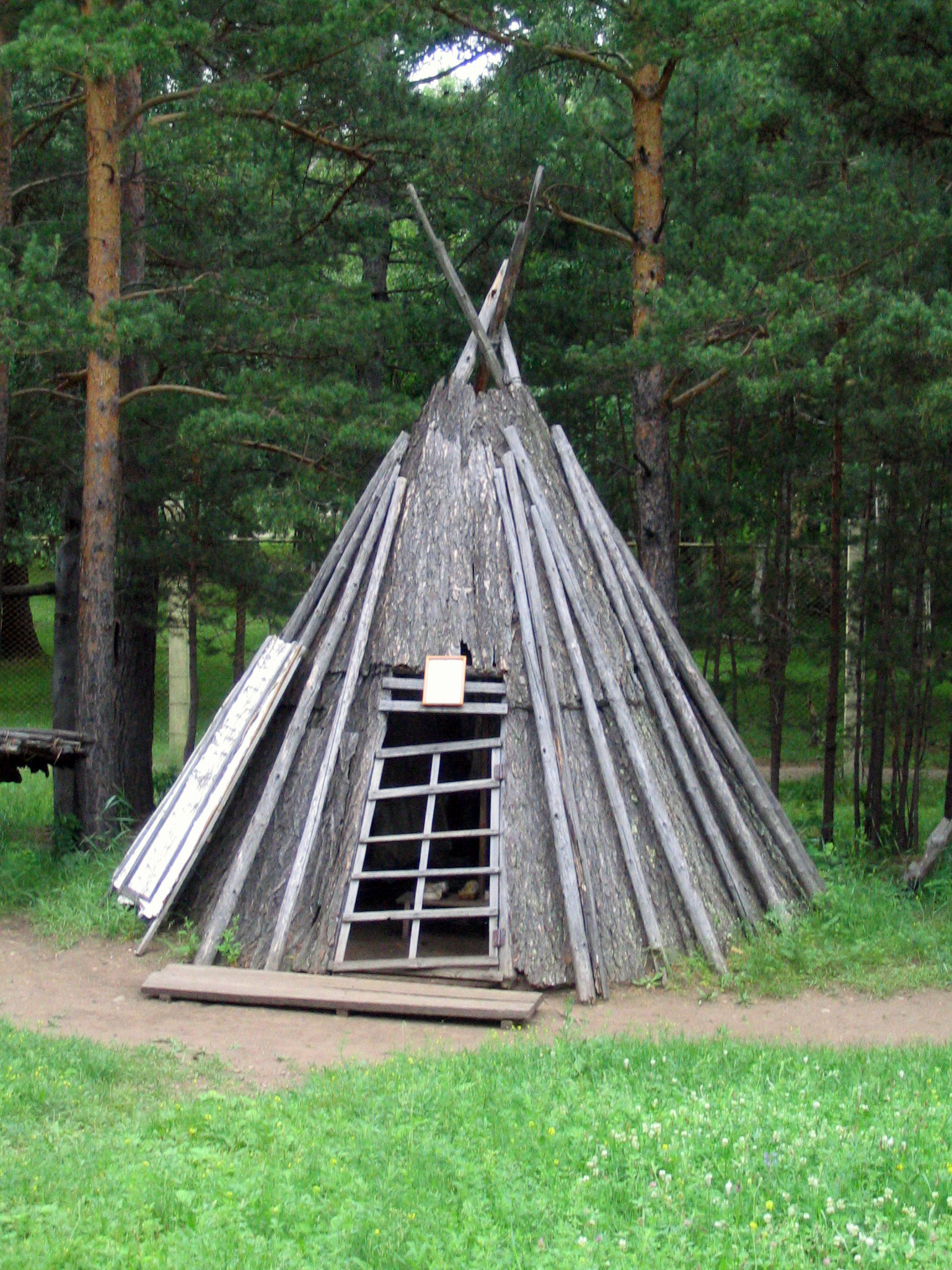
Evenkiskt hem utställt i etnografiskt museum i Ulan-Ude.

Numer uppskattas cirka 20 % av de ryska evenkerna bo i städer och omkring 30 % har evenki som modersmål.

## Näringsliv
Grunden till evenkernas näringsliv i dag lades vid tvångskollektiviseringen på 1930-talet. En del evenker var fram till dess nomadiserande fiskare och jägare i tajgan och de hade inga transportdjur utan använde handslädar för transport, som de drog själva. Vildrensjakt, bland annat på platser där vildrenen simmade över vattendrag på sina vandringar norrut respektive söderut var viktig liksom jakt på älg och andra djur, som gav mat och skinn. För handeln var pälsdjursjakten mycket betydelsefull då den gav möjlighet till byteshandel eller man erhöll kontanter.
Andra evenker kombinerade jakten och fisket med renskötsel där renhjordarna var små och främst avsedda för det egna lokala behovet. Bland dessa mjölkades renarna vid behov men de användes framför allt som rid- och packdjur.
Kollektiviseringen på 1930-talet innebar bland annat att evenkerna tvingdes bilda  renskötselkolchoser med det följde även mindre trädgårds- och jordbruksverksamhet med odling av främst grönsaker och potatis, där klimatet tillät. I de södra delarna odlades också korn och havre och bland de allra sydligaste grupperna kunde hästskötsel vara viktigast.